# Comme un garçon (film)
Pour les articles homonymes, voir Comme un garçon.
Cet article possède un paronyme, voir Comme des garçons (film).
Pour plus de détails, voir Fiche technique et Distribution.
Comme un garçon (Get Real) est un film britannique réalisé par Simon Shore, sorti en 1998.

## Résumé
Steven Carter (Ben Silverstone (en)) est un lycéen homosexuel de 16 ans, beau garçon, intelligent, introverti, pas sportif, et ayant des notes moyennes en cours. Il drague et s'adonne occasionnellement à des aventures sans lendemain dans les toilettes publiques du parc communal. Incompris à la maison, sa seule et unique confidente est sa meilleure amie, Linda (Charlotte Brittain), sa voisine. 
L'histoire se complique lorsque John Dixon (Brad Gorton), l’étoile montante du sport et également délégué du lycée, qu'il admire, lui donne rendez-vous.

## Fiche technique
- Titre original : Get real
- Titre français : Comme un garçon
- Réalisation : Simon Shore
- Scénario : Patrick Wilde d'après sa pièce de théâtre
- Sociétés de production : Paramount Pictures
- Pays :  Royaume-Uni
- Langue d'origine : anglais
- Genre : comédie dramatique, romance
- Durée : 108 minutes (1h 48)
- Dates de sortie : 
  - États-Unis : 30 avril 1999
  - France : 23 juin 1999

## Distribution
- Ben Silverstone (en) : Steven Carter
- Brad Gorton : John Dixon
- Charlotte Brittain : Linda
- Stacy Hart (VF : Véronique Soufflet) : Jessica
- Kate McEnery : Wendy
- Patrick Nielsen : Mark
- Tim Harris : Kevin
- James D. White : Dave
- Jacquetta May (en) : la mère de Steven
- David Lumsden : le père de Steven